# Научно-техническая деятельность
Нау́чно-техни́ческая де́ятельность (НТД) — техническая деятельность, находящаяся на стыке научной и инженерной деятельности. Научно-техническая деятельность относится к области технических научных дисциплин, а научные исследования носят прикладной характер.
В более широком смысле, понятие научно-технической деятельности охватывает научную, инженерную и внедренческую деятельность. К примеру, российский закон 1996 года «О науке и государственной научно-технической политике» трактует её как деятельность, направленную на получение и применение новых знаний для решения технологических, инженерных, экономических, социальных и иных проблем, а также обеспечения функционирования науки, техники и производства как единой системы. С этой точки зрения нтд включает в себя комплекс процессов создания продукции — от возникновения идеи до получения результата (в виде изделия, услуги, технологии или иной продукции) с его внедрением в производство или продажу заказчику или потребителям.

## Виды научно-технической деятельности
Научно-техническая деятельность осуществляется путём выполнения научных исследований и разработок, а также сопутствующей деятельности. В процессе научно-технических работ наиболее активно применяются эвристические методы, в том числе методы изобретательного творчества.
Деятельность, классифицируемая как научные исследования и разработки, включает:
- фундаментальные научные исследования — экспериментальная или теоретическая деятельность, направленная на получение новых знаний;
- прикладные научные исследования — исследования, направленные преимущественно на применение новых знаний для достижения практических целей и решения конкретных задач;
- экспериментальные разработки — деятельность, основанная на знаниях, приобретенных в результате проведения научных исследований или на основе практического опыта, и направленная на сохранение жизни и здоровья человека, создание новых материалов, продуктов, процессов, устройств, услуг, систем или методов и их дальнейшее совершенствование.

Исследования и разработки, в свою очередь, могут быть осуществлены в виде НИОКР, а также мероприятий, относящихся к изобретательству:
- Научно-исследовательские, опытно-конструкторские и технологические работы (НИОКТР) являются обобщающим понятием, включающим в себя одну или несколько стадий выполнения работ, направленных на получение новых знаний и (или) их практическое применение путём разработки нового изделия или технологии. Данные работы могут осуществляться в виде:
  - фундаментальных и прикладных исследований (научно-исследовательские работы, НИР);
  - разработок новых изделий и конструкторской документации (опытно-конструкторские работы, ОКР);
  - разработок совокупности приёмов и способов изготовления новых изделий (технологические работы).
- Изобретательством является любой творческий процесс, приводящий к новому решению задачи в области науки и техники, дающему положительный эффект. Объектом изобретательства являются новые и промышленно применимые изобретения, имеющие изобретательский уровень. Изобретение имеет изобретательский уровень, если для специалиста оно явным образом не следует из уровня техники, то есть содержит новый аспект, который выводит его за пределы известных на данный момент научно-технических знаний.

Сопутствующая исследованиям и разработкам деятельность представляет собой научно-технические услуги, способствующие получению, распространению и применению новых научных знаний. К научно — техническим услугам относятся услуги, осуществляемые организацией в целях освоения в производстве или иного практического применения результатов исследований и разработок, а также услуги по передаче прав на объекты интеллектуальной собственности или научно-технической информации. В состав научно-технических услуг включаются:
- Предоставление прав на научно-технические результаты;
- Авторский надзор и авторское сопровождение;
- Деятельность в области патентов, лицензий, стандартизации, метрологии и контроля качества;
- Обучение специалистов других организаций;
- Научно-техническое консультирование;
- Другие услуги в области научно-технической информации.

## Результаты научно-технической деятельности
Продукт научно-технической деятельности, содержащий новые знания и решения, является результатом научно-технической деятельности (РНТД). В его состав включаются:
- Материально-имущественные ценности — комплекты документации на материальных носителях и изделия, созданные (полученные) в процессе научно-технической деятельности.
- Информация — сведения о сущности РНТД, передаваемые (получаемые) визуально или словесно.
- Нематериальные объекты (результаты интеллектуальной деятельности) — новые знания; новые или улучшенные составы сырья и материалов; новые или улучшенные технические решения; новые или улучшенные технологические способы (процессы), представленные совокупностью материально-имущественных ценностей, подтверждающих полученный результат, в том числе:
  - открытие
  - изобретение
  - рационализаторское предложение
  - ноу-хау
- Услуги — деятельность, направленная на приобретение, распространение и применение новых знаний.

Если в результате осуществленной деятельности не получены новые знания, не созданы новые технологии, виды сырья, материалы или не произошло усовершенствование их свойств, данные работы носят промышленный характер и не относятся к научно-технической деятельности.
РНТД, предназначенный для реализации, является научно-технической продукцией (НТП). Основной формой создания НТП является выполнение НИОКР. Выручка от реализации научно-технической продукции учитывается в составе доходов по обычным видам деятельности или представляет собой прочий доход организации.